# Ronald Maul
Ronald Maul (Jéna, Német Demokratikus Köztársaság, 1973. február 13. –) német labdarúgó-középpályás.

## Klubcsapatokban
Pályafutását az SV Gleißtal 09 és a és az FC Carl Zeiss Jena csapataiban kezdte, 1990-ben igazolt a VfL Osnabrückbe. 1995-ig játszott itt, ekkor szerződött az Arminia Bielefeldbe, ahol több mint 130 meccsen játszott. 2000 és 2001 közt a Hamburger SV játékosa volt, de csak 3 meccsen lépett pályára. 2001 és 2006 közt a Hansa Rostock tagja volt, itt ismét több mint 100 meccsen játszott. Pályafutását szülővárosa csapatában, a Carl Zeiss Jenában és a Rot Weiss Ahlenben fejezte be.

## Válogatottban
A német labdarúgó-válogatottban két mérkőzésen lépett pályára. Részt vett az 1999-es konföderációs kupán.

## Visszavonulása után
Előbb a Rot Weiss Ahlennél vállalt team manageri állást, 2013 óta az FC Gütersloh 2000-nél tölt be hasonló pozíciót.